# Новоіушинська сільська рада
Новоіу́шинська сільська рада (рос. Новоиушинский сельский совет) — сільське поселення у складі Тогульського району Алтайського краю Росії.
Адміністративний центр та єдиний населений пункт — село Новоіушино.

## Населення
Населення — 340 осіб (2019; 414 в 2010, 672 у 2002).